# EC 1.10
La EC 1.10 è una sottoclasse della classificazione EC relativa agli enzimi. Si tratta di una sottoclasse delle ossidoreduttasi che include enzimi che utilizzano donatori di elettroni contenenti difenoli e composti correlati.

## Sotto-sottoclassi
Esistono sei ulteriori sotto-sottoclassi:
- EC 1.10.1: con NAD+ o NADP+ come accettore;
- EC 1.10.2: con un citocromo come accettore;
- EC 1.10.3: con ossigeno come accettore;
- EC 1.10.99: con altri accettori.